# Ada Karmi-Melamede

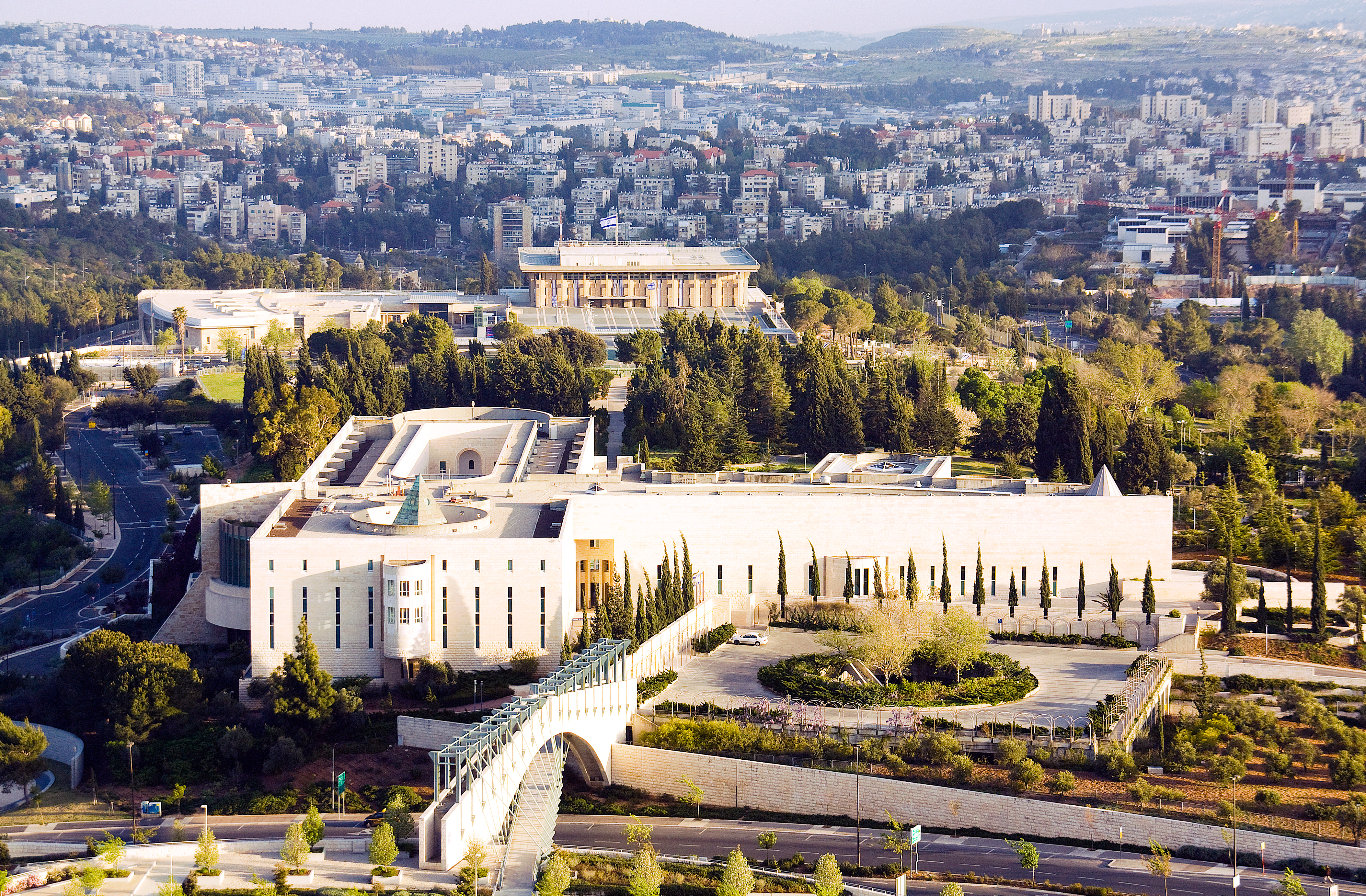
Ada Karmi-Melamede y Ram Karmi, Edificio de la Corte Suprema de Israel, 1992

Ada Karmi-Melamede (24 de diciembre de 1936, Tel Aviv) es una arquitecta israelí.

## Biografía
Karmi-Melamede nació el 24 de diciembre de 1936 en Tel Aviv, cuando estaba bajo el Mandato británico de Palestina (ahora Israel). Estudió en la Architectural Association School of Architecture en Londres de 1956 a 1959 y en el Technion en Haifa de 1961 a 1962, donde se graduó en 1963. Ha sido profesora en los Estados Unidos, primero en la Universidad de Columbia y posteriormente en la Universidad de Yale y en la Universidad Estatal de Pensilvania.
En 1986 ganó junto a su hermano Ram Karmi una competición internacional para diseñar el edificio de la Corte Suprema de Israel, inaugurada en 1992. El crítico de arquitectura del New York Times Paul Goldberger escribió sobre el diseño, "la agudeza de la tradición arquitectónica mediterránea y la dignidad de la ley están aquí casadas con gracia notable".

## Premios
- En 2007, Karmi-Melamede fue galardonada con el Premio Israel de arquitectura.[4][5] Su padre, Dov Karmi, había recibido el mismo premio en 1957, y su hermano Ram Karmi lo ganó en 2002.
- Premio Sandberg